# Кобзар Віталій Юрійович
Віта́лій Юрійович Кобза́р (нар. 9 травня 1972, Фрунзе, Киргизська РСР, СРСР) — у минулому киргизький і український футболіст, півзахисник та нападник, грав за національну збірну Киргизстану. Живе в Черкасах, де живуть його батьки.

## Життєпис
З липня 2013 року працював тренером у ФК «Славутич» (Черкаси).
У єврокубках — 11 матчів, 4 голів. У збірній Киргизстану — 5 матчів. Найкращий футболіст Киргизстану 1992 року.
10 листопада 2016 року офіційно очолив клуб «Черкаський Дніпро» як тимчасовий виконувач обов'язків головного тренера.

## Досягнення

### Гравець
- Чемпіон Киргизстану: 1992, 1993
- Володар Кубка Киргизстану: 1992, 1993
- Бронзовий призер чемпіонату України: 1997
- Кращий гравець Киргизстану 1992 року

### Тренер
- Чемпіон України серед команд II ліги 2014/15 рр.
- Срібний призер Чемпіонату України серед команд І ліги 2015/16 рр.